# 狭叶马缨花
狭叶马缨花（学名：Rhododendron delavayi var. peramoenum）为杜鹃花科杜鹃花属下的一个变种。

## 扩展阅读
- 維基物種上的相關：狭叶马缨花